# آب‌انبار قوام
 آب‌انبار قوام  (بوشهر)، واقع در بخش مرکزی شهرستان بوشهر یکی از آثار تاریخی و از نقاط دیدنی استان بوشهر در جنوب ایران است.
ساختمان «آب‌انبار قوام» در محوطه باری در جانب غربی شهر بوشهر و در (کنار دریا) قرار گرفته است. تاریخ بنای این آب‌انبار (برکه) به صد و پنجاه سال بیش بر می‌کردد. ومصالح ساخت آن در زمان قاجاریه ساخته شده‌است. اسکلت اصلی و طاق آن از سنگ‌های رسوبی خیلی مقاوم با سه دهانه ستون بندی به وسیله چهارطاق پوشیده شده، دو متر از آب‌انبار خارج از زمین و ۶۰/۲ متر در داخل زمین قرار دارد، داخل آب‌انبار با پوشش ساروج بسیار مقاوم ساخته شده‌است، در نمای خارجی به فاصله معینی پنجره‌هایی به ابعاد ۹۰/۱۲۰ تعبیه شده‌است. در حال حاضر از این آب‌انبار به عنوان (رستوران سنتی) چایخانه سنتی استفاده می‌شود.
در روزنامه‌ی وقایع اتفاقیه بتاریخ پنجشنبه بیست و هشتم شهر جمادی الثانی سال ۱۲۷۲هجری قمری مطابق با ۱۶اسفندماه ۱۲۳۴هجری شمسی یعنی ۱۶۹سال پیش در بخش اخبار ولایت فارس به ساخت این آب انبار اشاره شده است. 
"این آب‌انبار در سال ۱۲۷۲ هجری قمری در زمان ناصرالدین شاه قاجار و توسط حاجی قوام الملک احداث شده و تاکنون ۱۷۱ سال از عمر آن می‌گذرد و هم‌اکنون تبدیل به رستوران سنتی شده و فعال است. ماده تاریخ سال ساخت این آب‌انبار را وقار شیراز در شعری زیبا اینگونه بیان می‌کند چو جویا شد وقار از بهر تاریخش خرد گفتا ... << قرین بنمود قلزم را قوام الملک با عمان>>." 
متن کامل شعر وقار شیرازی در سنگ نوشته‌ای که بر دیوار ورودی انبار نصب شده موجود است. این این شعر با خط نستعلیق بر روی سنگ کار شده و قدری خواندن آن بخاطر فرسایش دشوار است. امروز بیستم مهر ماه ۱۳۹۹ شعر را خواندم و بر روی کاغذ یادداشت کردم. بیت اول آن این چنین است. تعالی برکه ای در خاصیتچون چشمه حیوان/که دریاییست بی پهنا و جیحونیست بی پایان
- آب‌انبار قوام سایت وفاق
- دکتر: رازی، عبدالله،  (ازسلسلهٔ ماد تا انقراض سلسلهٔ قاجاریه)  چاپ ششم، چاپخانهٔ : اقبال، انتشار سال ۱۳۶۳.